# Глацких, Ольга Вячеславовна
О́льга Вячесла́вовна Глацки́х (род. 13 февраля 1989 года, Лесной, Свердловская область, СССР) — российская гимнастка (художественная гимнастика), олимпийская чемпионка 2004 года в групповых упражнениях, заслуженный мастер спорта России. Самая юная олимпийская чемпионка в истории российского спорта (15 лет и 195 дней). После окончания спортивной карьеры — государственная служащая.
С 2016 по 2018 год — директор Департамента молодёжной политики Свердловской области, откуда уволилась после скандала, широко освещавшегося в прессе.
В настоящее время — заместитель директора дворца игровых видов спорта «Уралочка» в Екатеринбурге.

## Биография
Родилась 13 февраля 1989 года в закрытом городе ядерщиков Лесной, Свердловская область, в 250 км от областного центра, в семье предпринимателей. Родители были владельцами дорожно-строительной компании «Ремстройгаз», впоследствии отец избирался вице-мэром и мэром наукограда Лесной. Регулярно посещала школу до 7 класса, затем из-за интенсивных занятий спортом училась и сдавала экзамены на аттестат зрелости заочно.
С 2001 по 2005 год входила в состав сборной команды России по художественной гимнастике.
После окончания спортивной карьеры и до настоящего времени покровительство Ольге оказывает депутат областного заксобрания с 2000 года Александр Серебренников. Глацких закончила МГУ им. М. В. Ломоносова (2011 год) по специальности политолог и Финансовую Академию при Правительстве Российской Федерации (2012 год) по специальности финансовый менеджмент.
В 2009 и 2010 году проходила практику в управлении делами Президента Российской Федерации и министерстве спорта Российской Федерации.
С 2011 по 2013 год исполняла обязанности помощника руководителя Федеральной службы по надзору в сфере транспорта (Ространснадзор) министерства транспорта Российской Федерации.
В период с 2015 по 2016 годы работала в консалтинговой группе «Полилог».
В 2016 году была президентом общероссийской физкультурно-спортивной общественной организации содействия развитию художественной гимнастики и каратэ «Русь».
Входила в список «Единой России» на выборах в Законодательное собрание Свердловской области первым номером по Красноуральской территориальной группе.
С 2016 года по декабрь 2018 года — директор департамента молодёжной политики Свердловской области.
8 ноября 2018 года Свердловское региональное отделение партии «Единая Россия» исключило Глацких из политсовета в рамках ежегодной ротации.
В 2022 году была назначена директором Русского экологического фонда.

## Спортивные достижения
- 2003 — Чемпионка Европы по художественной гимнастике (Германия).
- 2004 — Чемпионка XXVIII Олимпийских Игр в Греции (Афины).
- 2005 — Чемпионка мира по художественной гимнастике (Азербайджан)[8].

## Скандал вокруг демографии в России
24 октября 2018 года на встрече со школьниками в Кировграде в качестве главы молодёжного департамента Глацких заявила, что:
На сегодняшний день получилось так, что в молодёжи, в подрастающем поколении, складывается почему-то такое понимание о том, что нам государство всё должно. Нет, Вам государство вообще в принципе ничего не должно. Вам должны ваши родители, ну, потому что они вас родили. Государство их не просило вас рожать, ну, то есть, если мы будем идти от истоков. Все знают свои права, но все забыли про свои обязанности.
После публикации видеозаписи слова Глацких осудил губернатор Свердловской области Евгений Куйвашев, пообещав разобраться и сделать оргвыводы, 6 ноября Глацких была отстранена от должности на время служебной проверки. После поднявшейся в обществе и блогосфере волны возмущения чиновница принесла извинения, пояснила, что пыталась «донести мысль о мотивации молодёжи», стимулировать её «самостоятельно и активно развиваться и вкладывать собственную энергию и силу в самостановление, а не только рассчитывать на государство».
Член Совета Федерации РФ Алексей Пушков, анализируя слова Глацких, выразил опасения, что «что опираясь на такие заявления, в России совсем перестанут рожать». «Крайне некорректным» заявление чиновницы назвало Федеральное агентство по делам молодёжи. Слова Глацких осудили также её однопартийцы по «Единой России», в Рунете начался сбор подписей за отставку Глацких.
Следственный комитет Российской Федерации начал проверку возможного нецелевого расходования департаментом Глацких бюджетных средств, направленных на поддержку одарённой молодёжи в Свердловской области.

В декабре 2018 года, после завершившейся проверки, по решению губернатора Глацких получила выговор за дисциплинарный проступок и вернулась на работу в прежнем статусе. Тем не менее персона Глацких стала ассоциироваться в федеральной прессе с гномой «Государство не просило вас рожать».
В самом конце 2018 года Глацких уволилась из Свердловской областной администрации по собственному желанию. В марте 2019 года была назначена на должность заместителя директора дворца игровых видов спорта «Уралочка».

## Доходы
Доходы Глацких на посту директора Департамента молодёжной политики Свердловской области за 2017 год, по данным ряда СМИ и согласно декларации, составили более 1,5 млн рублей. В собственности Глацких два внедорожника Mercedes-Benz ML 350 и Лада 212140. Ей принадлежат квартира площадью 116 м² и гараж, два земельных участка общей площадью около 1500 кв. м. В 2016 году, когда Глацких была назначена главой молодёжного департамента, она заработала 4,25 млн рублей. Сама Глацких отметила, что у чиновников «трёхкопеечные зарплаты».
В ноябре 2018 года Центр антикоррупционной политики (ЦАП) партии «Яблоко» опубликовал расследование о семейном бизнесе Глацких. ЦАП выяснил, что семья Глацких получила на госзакупках 1 840 795 263,71 руб.. В закупках на сумму 539 945 727,9 руб. ЦАП усматривает признаки картельного сговора. Однако привлечённый в качестве стороннего эксперта глава центра «Transparency International — Россия» в Санкт-Петербурге Дмитрий Сухарев не обнаружил в деле о семейном бизнесе Глацких признаков картельного сговора. Также ЦАП выяснил, что семья Глацких получила в аренду от Свердловской области 336 км² охотничьих угодий. По разъяснению правительства Свердловской области, компания семьи Глацких действительно получила по охотхозяйственному соглашению в аренду на 49 лет 336 км² без торгов, по 10 рублей за гектар, однако все соглашения заключены по нормам действующего законодательства, поскольку лицензия на отстрел животных была выдана до вступления в силу федерального закона «Об охоте».

## Личная жизнь
Ольга Глацких в разводе, имеет сына.

## Награды
- Медаль «80 лет свердловского спорта» (2004)[33]
- Золотая медаль Петра Великого «За трудовую доблесть» (2004)[источник не указан 2428 дней].
- «За самоотверженный труд на благо России» (2004)[источник не указан 2428 дней].
- Орден Дружбы (2006)[34].
- Орден Петра Великого I степени — за высокие спортивные результаты, показанные на XXVIII Олимпийских играх 2004 года в Афинах (2006)[источник не указан 2428 дней].